# All Eyez on Me
All Eyez on Me este cel de-al patrulea album de studio al rapperului american 2Pac, care a fost lansat pe 13 februarie 1996 de Death Row Records și Interscope Records. A fost ultimul album lansat în timpul vieții lui 2Pac, înainte de a muri șapte luni mai târziu pe 13 septembrie 1996.
Albumul este deseori considerat ca fiind o încoronare a muzicii rapp din anii 1990. Despre acest album s-a spus că „în ciuda unor umpluturi care nu pot fi negate, este ușor una dintre cele mai bune producții ale lui 2Pac”. Acesta a fost certificat  5× Platină după doar două luni în aprilie 1996 și în final Diamant în iunie 1998 de RIAA care s-a vândut 14X Platină în întreaga lume a fost al doilea cel mai vândut album al lui Tupac după următorul lui album, Don Killumanti, care s-a vândut 33X Platină în întreaga lume. Albumul a avut două single-uri pe primul loc în Billboard Hot 100: „How Do U Want It” și „California Love”.

## Ordinea melodiilor

### Book 1
| Nr. | Titlu                                                                            | Producător(i)                     | Lungime |  |
| 1.  | „Ambitionz az a Ridah”                                                           | Daz Dillinger                     | 4:39    |  |
| 2.  | „All bout U” (colaborare Nate Dogg, Snoop Doggy Dogg, Dru Down & Fatal-N-Felony) | Johnny "J" 2Pac                   | 4:37    |  |
| 3.  | „Skandalouz” (colaborare Nate Dogg)                                              | Daz Dillinger                     | 4:09    |  |
| 4.  | „Got My Mind Made Up” (colaborare Daz Dillinger, Kurupt, Method Man & Redman)    | Daz Dillinger                     | 5:13    |  |
| 5.  | „How Do U Want It” (colaborare K-Ci & JoJo)                                      | Johnny "J"                        | 4:47    |  |
| 6.  | „2 of Amerikaz Most Wanted” (colaborare Snoop Doggy Dogg)                        | Daz Dillinger                     | 4:07    |  |
| 7.  | „No More Pain”                                                                   | DeVanté Swing                     | 6:15    |  |
| 8.  | „Heartz of Men”                                                                  | DJ Quik                           | 4:44    |  |
| 9.  | „Life Goes On”                                                                   | Johnny "J"                        | 5:02    |  |
| 10. | „Only God Can Judge Me” (colaborare Rappin' 4-Tay)                               | Doug Rasheed Harold Scrap Freddie | 4:57    |  |
| 11. | „Tradin War Stories” (colaborare C-Bo, Dramacydal & Storm)                       | Mike Mosley Rick Rock             | 5:30    |  |
| 12. | „California Love (Remix)” (colaborare Dr. Dre & Roger Troutman)                  | Dr. Dre                           | 6:25    |  |
| 13. | „I Ain't Mad at Cha” (colaborare Danny Boy)                                      | Daz Dillinger                     | 4:54    |  |
| 14. | „What'z Ya Phone #” (colaborare Danny Boy)                                       | Johnny "J" 2Pac                   | 5:08    |  |

### Book 2
Lansare din 1996 din Regatul Unit conține versiunea originală a „California Love” ca piesa 14 de pe discul 2.
| Nr. | Titlu                                                                      | Producer(s)           | Lungime |  |
| 1.  | „Can't C Me” (colaborare George Clinton)                                   | Dr. Dre               | 5:31    |  |
| 2.  | „Shorty Wanna Be a Thug”                                                   | Johnny "J"            | 3:52    |  |
| 3.  | „Holla at Me” (colaborare Jewell)                                          | Bobby Ervin DJ Naya   | 4:55    |  |
| 4.  | „Wonda Why They Call U Bitch”                                              | Johnny "J" 2Pac       | 4:19    |  |
| 5.  | „When We Ride” (colaborare Outlaw Immortalz)                               | DJ Pooh               | 5:09    |  |
| 6.  | „Thug Passion” (colaborare Jewell, Dramacydal & Storm)                     | Johnny "J" 2Pac       | 5:08    |  |
| 7.  | „Picture Me Rollin'” (featuring CPO, Danny Boy & Big Syke)                 | Johnny "J"            | 5:15    |  |
| 8.  | „Check Out Time” (colaborare Kurupt, Big Syke & Natasha Walker)            | Johnny "J"            | 4:39    |  |
| 9.  | „Ratha Be Ya Nigga” (colaborare Richie Rich)                               | Doug Rasheed          | 4:14    |  |
| 10. | „All Eyez on Me” (colaborare Big Syke)                                     | Johnny "J"            | 5:08    |  |
| 11. | „Run Tha Streetz” (colaborare Michel'le, Napoleon & Storm)                 | Johnny "J" 2Pac       | 5:17    |  |
| 12. | „Ain't Hard 2 Find” (colaborare C-Bo, D-Shot, B-Legit, E-40 & Richie Rich) | Mike Mosley Rick Rock | 4:29    |  |
| 13. | „Heaven Ain't Hard 2 Find” (colaborare Danny Boy)                          | QD3                   | 3:58    |  |

## Piese nefolosite
- Late Night (folosit pe Better Dayz 2002)
- Better Dayz (a'capella folosit peBetter Dayz 2002)
- U Can Call (a'capella folosit pe Better Dayz 2002)
- Letter 2 My Unborn (a'capella folosit pe Until The End Of Time 2001)
- Secretz Of War (a'capella folosit peStill I Rise 1999)
- Come With Me (Unreleased Interlude featuring Danny Boy)
- Run Tha Streetz (Nefolosită)
- When I Get Free (a'capella folosit pe Until The End of Time)
- Put Tha Mash On (Nelansată)

## Poziția albumului în topuri
| Top                                   | Poziția |
| ------------------------------------- | ------- |
| Australian Albums Chart               | 19      |
| Belgium Charts (Flanders)             | 44      |
| Belgium Charts (Wallonia)             | 34      |
| Deutsch Albums Chart                  | 16      |
| Dutch Albums Chart                    | 11      |
| French Albums Chart                   | 99      |
| Irish Albums Chart                    | 61      |
| New Zealand Albums Chart              | 15      |
| Norwegian Albums Chart                | 34      |
| Swedish Albums Chart                  | 5       |
| Switzerland Albums Chart              | 15      |
| UK Albums Chart                       | 32      |
| U.S. Billboard 200                    | 1       |
| U.S. Billboard Top R&B/Hip-Hop Albums | 1       |

Single-uri
| 1996 | "California Love (Remix)"   | 1 | 1 | — | — | 2  | 34 |
| 1996 | "2 of Amerikaz Most Wanted" | — | — | — | — | —  | —  |
| 1996 | "How Do U Want It"          | 1 | — | — | 1 | 23 | —  |
| 1996 | "All Bout U"                | — | — | — | — | —  | —  |
| 1996 | "I Ain't Mad at Cha"        | — | — | — | — | —  | —  |

### Topurile la finalul decadei
| Top (1990–1999)    | Poziția |
| ------------------ | ------- |
| U.S. Billboard 200 | 97      |